# Мінто (Північна Дакота)
Мінто (англ. Minto) — місто (англ. city) в США, в окрузі Волш штату Північна Дакота. Населення — 616 осіб (2020).

## Географія
Мінто розташоване за координатами 48°17′33″ пн. ш. 97°22′23″ зх. д. / 48.29250° пн. ш. 97.37306° зх. д. (48.292392, -97.373016).  За даними Бюро перепису населення США в 2010 році місто мало площу 3,67 км², уся площа — суходіл.

## Демографія
Згідно з переписом 2010 року, у місті мешкали 604 особи в 255 домогосподарствах у складі 173 родин. Густота населення становила 164 особи/км².  Було 294 помешкання (80/км²).
Расовий склад населення:
| - 95,9 % — білих - 0,3 % — чорних або афроамериканців - 0,2 % — корінних американців - 3,0 % — осіб інших рас |

До двох чи більше рас належало 0,7 %. Частка іспаномовних становила 15,7 % від усіх жителів.
За віковим діапазоном населення розподілялося таким чином: 24,5 % — особи молодші 18 років, 59,9 % — особи у віці 18—64 років, 15,6 % — особи у віці 65 років та старші. Медіана віку мешканця становила 42,9 року. На 100 осіб жіночої статі у місті припадало 111,2 чоловіків;  на 100 жінок у віці від 18 років та старших — 107,3 чоловіків також старших 18 років.
Середній дохід на одне домашнє господарство  становив 65 967 доларів США (медіана — 63 281), а середній дохід на одну сім'ю — 75 636 доларів (медіана — 78 750). Медіана доходів становила 50 469 доларів для чоловіків та 28 571 долар для жінок. За межею бідності перебувало 6,1 % осіб, у тому числі 7,7 % дітей у віці до 18 років та 0,0 % осіб у віці 65 років та старших.
Цивільне працевлаштоване населення становило 330 осіб. Основні галузі зайнятості: освіта, охорона здоров'я та соціальна допомога — 23,9 %, роздрібна торгівля — 15,8 %, виробництво — 13,0 %, сільське господарство, лісництво, риболовля — 10,3 %.